# Hitel (Széchenyi István)
A Hitel Széchenyi István műve, a magyar gazdasági szakirodalom egyik első képviselője. 1830. január 28-án jelent meg, Széchenyi magyar nyelven írta. Megjelenése nagy vitát kavart, egy éven belül 3 magyar és 3 német kiadást adtak ki belőle. Megírásának előzménye, hogy Széchenyi 10 000 forint hitelt akart felvenni birtokai fejlesztésére, amelyet az osztrák bank fedezet hiányában elutasított.
…pénzbeli összeköttetésink hibás elrendeltetése s az abbúl természetesen következő tökéletes híja minden hitelnek. Ezen hiányt látom minden fizikai természetlenség* okának, mikor p. o. 100 ezer vagy több holdnyi föld birtokosa csak egy forintrúl se tud bizonyos hitelt adni, s pénzben szűkölködik; a tőkepénzes ellenben helyet alig találhat, honnan várhatna bizonyos kamatot vagy idővel tetszése szerint a tőke rendes visszafizetését is. És éppen úgy látom a hitel híját minden erkölcsi romlottság s lelki aljasodás egyik fő okának is. Mert ha valaki pénzét 20-szal, 50-nel, 100-zal 100-túl* vagy még több uzsoráért adja kölcsön, annak bizonyára az ördöggel is van dolga, ki pedig 100-túl 20-nál, 50-nél, 100-nál többet ír alá, azt bona fide sohasem cselekszi, hanem csalni akar. Már ily alkudozók közt, kinek egyike embertársát nyúzza, másika pedig csalja, s hol Mephistopheles játssza a fő személyt, miként nevekedhetik emberség s polgári erény? És ha ezen szép társasági szokás több nemzéseken hat keresztül, s már anyatéjjel szívódik ezen gyönyörű régi elintézés – ugyan kell-e még több egy egész nemzet elrothadására? E dohos penészen épült régi pénzbeli szisztémánk nem hozta-e sok hazafi társunkat adósság dolgában többször immár oly keserves dilemmába, hogy szinte ostoba cselekvő s gazember közt alig lehete harmadik rollát választania?

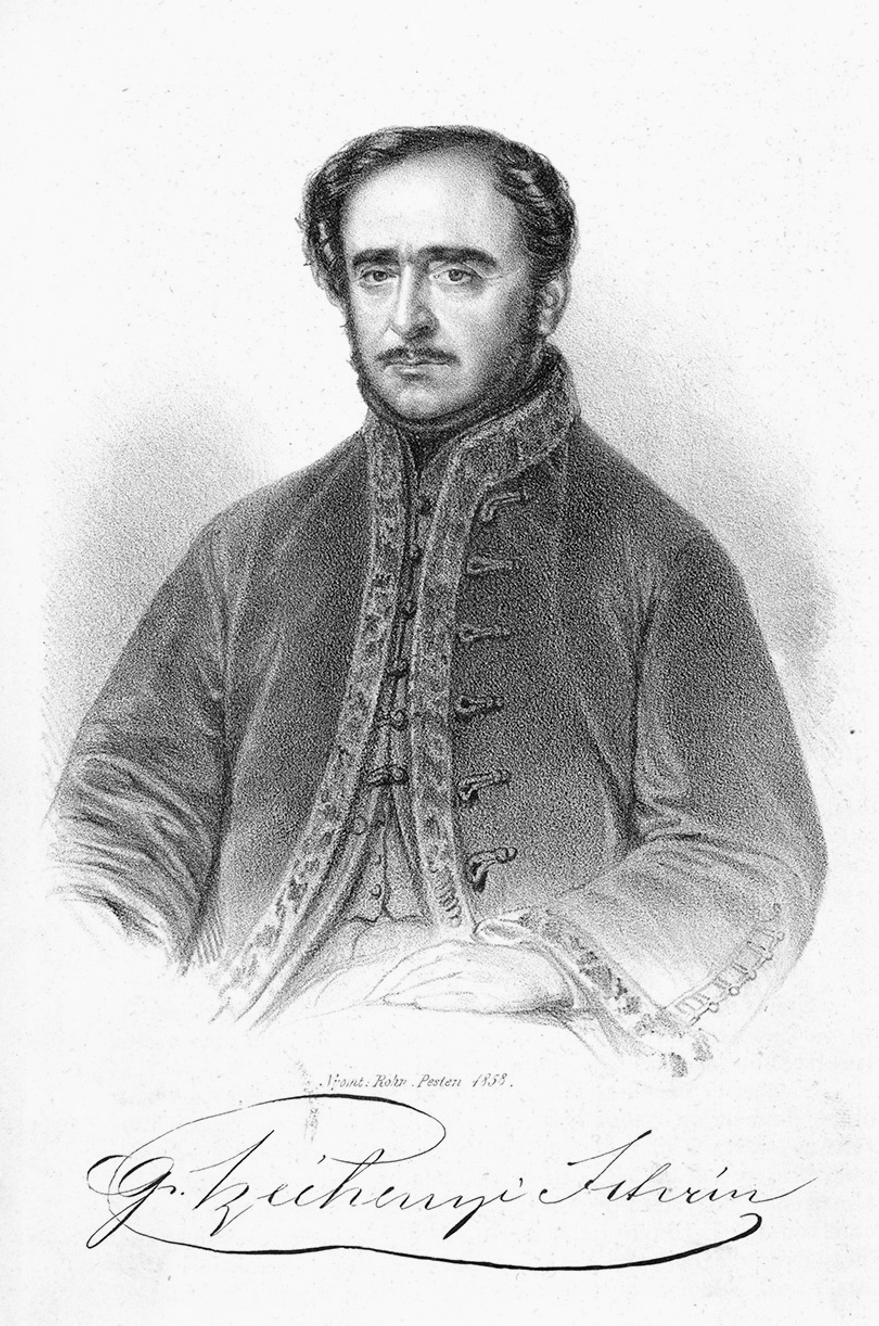
Széchenyi István

A könyv írása közben gondolatait folyamatosan megosztotta titkos, plátói szerelmével, későbbi feleségével, Seilern Crescence grófnővel, aki elismerő kritikákkal bátorította őt német nyelven folyó levelezésükben. A mű a magyar gazdasági és politikai élet megreformálását hirdeti, különös tekintettel az akkor már archaikusnak számító ősiség (aviticitas) törvényére, és a jobbágyság intézményére. A magyar törvények értelmében ugyanis, 1351 (Nagy Lajos) óta a földbirtokosok nem adhatták el birtokaikat, és jelzáloggal sem terhelhették őket. Emiatt a tőkeszegény birtokosok nem vehettek fel hitelt a gazdaságuk fejlesztésére. A jobbágyság intézményének megszűnését Széchenyi örökváltság útján, fokozatosan képzelte el. Ez lényegében azt jelenti, hogy a jobbágy egy előre meghatározott összegért cserébe megválthatja szabadságát, polgárrá válik.

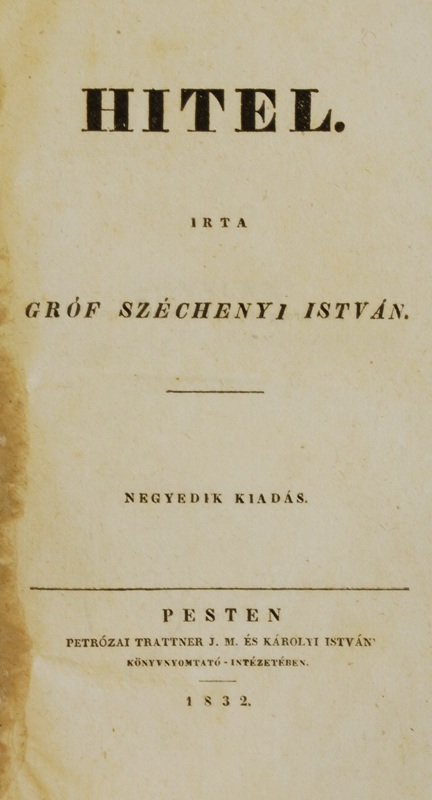
A Hitel negyedik kiadásának címlapja (1832)

…az ember, akármily vad állapotú legyen is, társalkodik,* s az egész emberi nem nemzetekre, nemzetségekre, házastársakra ágzik: S éppen az, ami lélektelen testekben attractio, repulsio, az a nemzetekben a hon szeretete s védelme. Mélyebben fekszik azért lelkünkben, mint sokan gondolnák, azon ki nem mondható édes aggodalom, mely anyaföldünkhöz vonz, s mely a halandó port félistenné magasíthatja, s lelki rothanat jele, hol a természet ezen szent törvényi ki vannak már dörzsölve. S nemkülönben, mint a kiégő üstökcsillag iszonyú forgásában se határt, se utat nem tart, de mint átok a végtelen üregben magamagát emészti s napszisztémákat rendít meg, úgy bolyong cél s törvény nélkül a hazátlan, hív jobbágyokat csábít el, megelégedett polgárba nyugtalan bizalmatlanságot önt, s végre maga kétségbeesvén, nemritkán önkezivel végzi örömtelen éltét. S mindezek után, hány dicsekedik mégis azzal, hogy kozmopolita!!!

## A Hitel fogadtatása
Széchenyi újnak és forradalminak számító gondolatai alaposan felkavarták a korabeli közéletet. Markáns közgondolkodás bírálatával és társadalom-reformáló üzenetével az olvasóközönséget erősen megosztotta. Lelkes híveinek tábora mellett ellentábor is kialakult. Az azonnali nagy érdeklődésre tekintettel a Hitelből egy éven belül 3 magyar és 3 német kiadást adtak ki. Ismert személyiségek nyilatkoztak róla, mint József nádor, Metternich herceg, nagy tekintélyű arisztokraták, hölgyek, kancelláriai és kamarai tisztviselők, reformkori írók Kazinczytól Berzsenyiig.
Az ellentábor vezéregyénisége, Dessewffy József A Hitel czímü munka taglalatja című művében reagált Széchenyi felvetéseire, lényegében elutasítva őket. A birtokos nemesi érdek és a rendi ellenzékiség álláspontjáról bírálta Széchenyi programját. Dessewffy a Hitelben lefektetett eszméket felforgatónak találta, amelyek nem egyeztethetők össze az ezeréves alkotmánnyal.
A Hitelt az utókor a reformkor „harsonájaként” méltatta.

## Folytatás: a Világ és a Stádium megírása
Dessewffy könyvére válaszolt Széchenyi 1831-ben a Világ vagyis felvilágosító töredékek némi hiba ’s előítélet eligazítására című művével, melyben Dessewffy véleményét megsemmisítő bírálatban részesítette. A Hitel-t követte 1831-ben a Világ, majd 1833-ban a Stádium. Utóbbi magyarországi megjelentetését a cenzúra nem engedélyezte, Széchenyi külföldön nyomtatta ki. A három művet gyakran szokták együtt említeni.
„Hitel, Világ és Stádium! ti, három -
Nem kézzel írt könyv, mely bölcsel, tanít,
De a lét és nemlét közti határon
Egekbe nyúló hármas pyramid!”
Arany János: Széchenyi emlékezete
Az utókor kevesebb figyelmet fordított a Világra, mint a reformkor „harsonájaként” méltatott Hitelre, ill. az első rendszeres programként elemzett Stádiumra. Ennek magyarázata a Világ vitairat jellegében keresendő: abban, hogy Széchenyi érvelése ellenfele (gróf Dessewffy József) kritikája körül mozogva kötöttebb volt. A vita azonban lehetőséget teremtett Széchenyi számára, hogy a Hitelben homályban hagyott elképzeléseit körüljárja. A Világ így döntően koncepciómagyarázat, és ezért gondolati összetettségét, mélységét tekintve a legjelentősebb Széchenyi alkotások közé állítható. A  három munka így együtt tölti be történelmi hivatását.